# Янг, Шарлотта Мэри
Шарлотта Мэри Янг (англ. Charlotte Mary Yonge; 11 августа 1823 — 24 мая 1901) — английская писательница.
Издала большое число исторических и тенденциозно-религиозных романов. Наиболее известные из них:
- «The Heir of Redclyffe»,
- «Heartsease»,
- «Dynevor Terrace»,
- «The Daisy Chain»,
- «The Young Stepmother»,
- «Hopes and Fears»,
- «The Clever Women of the Family»,
- «The trial»,
- «The Prince and the Page»,
- «The Chaplet of pearls».

Часть прибыли от продажи своих романов Янг отдала на различные благотворительные учреждения.